# 김창남
김창남(1957년 10월 28일 ~ 2005년 6월 27일)은 대한민국의 작곡가 겸 가수이다.

## 주요 이력
강원도 춘천시 출신으로 세종대학교 경영대학원을 나왔으며, 1976년 언더그라운드 라이브 클럽에서 가수 첫 데뷔한 그는 1986년에 박일서와 함께 도시아이들로 정식 데뷔했다. 그 뒤 1990년 '김창남과 도시로'를 결성하여 활동하였으며, 작곡가로도 활약하면서 《달빛 창가에서》와 《선녀와 나무꾼》등을 작곡했다.
2년여동안 간경화를 앓아오다 2005년 봄 미국 공연을 다녀온 뒤 갑자기 간암 증세를 보였고, 몇 개월간 투병 끝에 2005년 6월 27일 향년 47세로 동작동 자택에서 별세했는데 본인이 게스트로 나온 KBS 2TV 여유만만 당시 MC였던 이홍렬이 김창남의 빈소를 방문하기도 했다.

## 수상 경력
- 1987년 KBS 가요대상 본상
- 1988년 KBS 가요대상 본상
- 1987년 MBC 10대 가수상
- 국방부장관상